# Макови
Макови (лат. Papaveraceae) космополитска је породица скривеносеменица која обухвата око 775 познатих врста распоређених у 45 родова. Назив целе фамилије потиче од латинског назива за мак (papaver). Иако је космополитски распострањена највећи број врста расте у умереној зони северне хемисфере, иако се могу пронаћи и врсте које живе у суптропским областима. Већином су то једногодишње зељасте биљке, иако постоји и неколико жбунастих врста. 
Најтипичнији представник ове породице је булка (Papaver rhoeas). 

## Опис породице
Већина представника из породице макова спадају у категорију зељастих, једногодишњих и вишегодишњих биљака. Мањи број врста припада категорији грмова и малог дрвећа. У оквиру ове породице налазе се биљке у чијим вегетативним деловима се налазе добро развијене млечне цеви са млечним соком (латексом) који садржи једињења из групе алкалоида. Млечни сок истиче из млечне цеви приликом повреде биљке, воденкасто је беле, ређе црвене боје. Код појединих врста приметно је пак и потпуно одсуство млечних цеви. Садрже алкалоиде, а најраспрострањенији су деривати изохинола. Листови имају наизменичан распоред, могу бити прост или сложени, углавном су седећи, али могу бити и са лисном дршком. Стабљика је у већини случајева граната. 
Цветови су најчешће крупни и имају терминалан положај. Код највећег броја представника ове породице цветови су појединачни, а срећу се и врсте са цветовима скупљеним у растресите цвасти које по типу могу бити цимозне и рецимозне. Цветови су двополни, актиноморфне симетрије и циклично грађени. Обично су без мириса. Перијант је двојан, са четири крунична листића који су најчешће велики и јарко обојени. Међутим, мањи број врста има 6 крунчних листића у цвету, а познати су и представници са већим бројем круничних листића. Такође су познате и врсте код којих крунични листићи потпуно одсуствују. 
Чашица је најчешће трочлана, ређе двочлана или четворочлана и веома рано опада. У цвету обично имају 2 или 4 прашника, мада постоје и врсте са знатно већим бројем. Опрашивање је најчешће ентомофилно, мада се поједини представници размножавају и анемофилно (уз помоћ ветра). Оплодних листића има најчешће два, нешто ређе 3 до 5, а изузетно ретко изнад пет. Они граде синкарпан тучак. Плодник је надцветан, најчешће једноок, ређе вишеоок. Обично садржи од 2 до 16 плаценти и многобројне семене заметке, или само један базални семени заметак. Нектарије нису присутне. Плод је најчешће чахура септицида или порицида, а ређе непуцајући плод. Клица је јако ситна, а ендосперм садржи уљане материје.

## Привредни значај
Поједине врсте из ове породице имају велики економски значај. Семе појединих врста користи се у индустрији због свог уљастог ендосперма. Најважнији представник ове врсте је мак (Papaver somniferum) који се гаји и као индустријска и као украсна биљка. Из зелених чаура ове биљке добија се млечни сок чијим даљим сушењем се добија опијум, важна фармацеутска сировина из које се добија читав низ једињења из категорија алкалоида − морфин, кодеин, папаверин и други. Представници ове породице су распорстрањени као ливадске, коровске и рудералне биљке. Тако се булка јавља као једногодишњи коров у усевима стрних жита.
- Булка